# Klaus Hoffmann (Liedermacher)
Klaus Hoffmann (eigentlich: Klaus-Dieter Hoffmann, * 26. März 1951 in Berlin) ist ein deutscher Sänger, Schauspieler, Autor und Liedermacher.

## Leben
Klaus Hoffmann wurde als einziges Kind des Finanzbeamten Erich und der Fabrikarbeiterin  Waldtraud Hoffmann geboren und wuchs in der Kaiser-Friedrich-Straße in Berlin-Charlottenburg auf.  Einschneidendes Erlebnis seiner als einsam beschriebenen Kindheit war der frühe Tod des Vaters im Jahr 1961. Dieser hatte, an Diabetes und einem Herzfehler leidend, sein musikalisches Talent und seine künstlerischen Ambitionen nicht verwirklichen können und unter der Enge und Eintönigkeit seiner Tätigkeit im Finanzamt gelitten.
Nach dem Realschulabschluss 1967 absolvierte Hoffmann eine Ausbildung zum Großhandelskaufmann für Stahl und Eisen bei Klöckner-Eisenhandel GmbH & Co. KG. In dieser Zeit begann er seine Laufbahn als Liedermacher mit ersten Auftritten in Berliner Szenekneipen. Nach dem Abschluss seiner Ausbildung unternahm er 1969 eine Reise nach Afghanistan, die ihn mehrfach in lebensbedrohliche Situationen brachte. 1970 begann er eine Schauspielausbildung an der Max-Reinhardt-Schule in West-Berlin. Neben seiner Schauspielausbildung arbeitete er intensiv an seiner Karriere als Liedermacher.
Ab 1974 erhielt Hoffmann Engagements an der Freien Volksbühne Berlin unter Intendant Kurt Hübner und am Hamburger Thalia-Theater unter Intendant Boy Gobert. Er spielte in mehreren Film- und Fernsehproduktionen mit, so etwa in Ingmar Bergmans Das Schlangenei oder Tom Toelles Die Kameliendame. Einem breiten Publikum wurde Hoffmann 1976 bekannt durch die Titelrolle in der Verfilmung von Ulrich Plenzdorfs Die neuen Leiden des jungen W. Für diese Rolle wurde er mit dem „Bambi“ sowie der „Goldenen Kamera“ der TV-Zeitschrift Hörzu ausgezeichnet.
Sein erstes Album Klaus Hoffmann erschien 1975. Die ausnahmslos von ihm selbst geschriebenen Lieder des 1978er Albums Was fang ich an in dieser Stadt? drehten sich überwiegend um seine – damals geteilte – Heimatstadt Berlin. 1978 erhielt er für seine Lieder den Deutschen Kleinkunstpreis in der Sparte Chanson. 1979 folgte seine erste große, ausverkaufte Deutschland-Tournee sowie 1980 der Deutsche Schallplattenpreis für die LP Westend. Hoffmann hat bis heute mehr als 40 Alben eingespielt.
1985 trat Hoffmann beim ersten großen, von Rosa von Praunheim organisierten AIDS-Benefiz in Deutschland im Berliner Tempodrom auf.
Im Jahr 2006 nahm er den Kulturpreis der Boulevardzeitung B.Z. in Empfang und forderte in seiner Dankesrede, dass die Kunst- und Kulturförderung nicht den Banken überlassen werden dürfe.
Am 27. März 2011, einen Tag nach seinem 60. Geburtstag, feierte Klaus Hoffmann seinen runden Geburtstag im Berliner Friedrichstadt-Palast mit zahlreichen Wegbegleitern, allen voran Reinhard Mey. Weitere Gäste des über vierstündigen Konzerts, das bereits Monate zuvor ausverkauft war, waren Hannes Wader, Herman van Veen, Lydie Auvray, Romy Haag, Rolf Kühn und Robert Kreis. Im selben Jahr trat er bei Songs an einem Sommerabend auf, genau so wie bereits 2004 sowie 2014 und 2016.
Hoffmann verbindet eine enge Freundschaft mit dem Liedermacher Reinhard Mey, den er in seiner Autobiografie als seinen „Bruder“ bezeichnet. Mey schrieb anlässlich des 60. Geburtstags von Klaus Hoffmann sein Lied Für Klaus; beide Künstler haben diverse Lieder wie Alle Soldaten woll’n nach Haus, Schenk mir diese Nacht sowie Meine Zeit gemeinsam aufgenommen.
Seit August 2001 ist Klaus Hoffmann mit seiner langjährigen Lebensgefährtin Malene Staeger verheiratet; als Trauzeugen fungierten Hella und Reinhard Mey. Hoffmann lebt in seiner Heimatstadt Berlin und geht regelmäßig nach jedem neuen Album auf ausgiebige Deutschlandtournee.
Am 1. Oktober 2019 wurde ihm der Verdienstorden des Landes Berlin, am 16. März 2023 der Verdienstorden der Bundesrepublik Deutschland verliehen.

## Liedinhalte
Musikalisch gleichermaßen von amerikanischen Singer-Songwritern wie Bob Dylan sowie vom französischen Chanson und dem spezifischen Berliner Chanson in der Tradition von Harald Juhnke und Hildegard Knef beeinflusst, sind Hoffmanns Texte bestimmt von der Auseinandersetzung mit seiner Kindheit im kleinbürgerlichen Nachkriegs-West-Berlin (Berlin, Was fang ich an in dieser Stadt?, Brett vorm Kopp, Der Boxer, Kreuzberger Walzer, Man vergisst nichts, Die Straßen von Berlin, Der König der Kinder, Hoffmann-Berlin) sowie der Aufbruchstimmung der 68er-Generation, die sich gegen die Enge und Ängstlichkeit der Elterngeneration auflehnte (Estaminet, Die Mittelmäßigkeit, Das alte Lied, Ein neuer Anfang, Sechseinhalb Uhr morgens). Durchgehendes Motiv in Hoffmanns Liedern ist dabei der Konflikt zwischen der Wärme und der kindlichen Geborgenheit des Vertrauten auf der einen Seite sowie dem Aufbegehren angesichts der Möglichkeiten und Herausforderungen des Unbekannten, der nur über die Versöhnung mit der Widersprüchlichkeit der eigenen Geschichte und der Berlins gelöst werden kann (Sehen, Stille, Wenn du liebst, Wenn ich sing, Morjen Berlin, Berliner Sonntag, Wenn ich dich wiederseh, Ich glaub noch dran, Hier bin ich zu Haus).

### Brel-Interpret
Hoffmann gilt als der führende deutsche Interpret des belgischen Chansoniers Jacques Brel, dessen Musik er als Zündfunken seiner Befreiung aus Elternhaus und Kleinbürgertum beschrieb.
Bereits Hoffmanns erstes Album (1975) enthielt Versionen der Brel-Titel Ces gens-là (So sind hier die Leute), Amsterdam und Adieu Emile, wobei er in zwei Fällen deutsche Textadaptionen von Heinz Riedel übernahm. Auch das Nachfolgealbum Was bleibt? von 1976 enthielt zwei von Brel geschriebene Lieder, Marieke und Geh nicht fort von mir (Ne me quitte pas). 1977 folgte das Live-Doppelalbum Ich will Gesang, will Spiel und Tanz mit all diesen Stücken und den beiden Brel-Songs Mein Flanderland (Le Plat Pays) und Allein.
Ermöglicht durch den Kontakt zu Therèse Brel, der Witwe Jacques Brels, begann Hoffmann 1996 mit der Arbeit an dem Musical Brel – die letzte Vorstellung. Darin blickt der sterbenskranke Brel auf sein Leben, indem er es durch seine Chansons – gesungen in deutscher Übersetzung – Revue passieren lässt. Am 12. Juni 1997 fand die Premiere des Musicals im Schillertheater in Berlin statt. Im gleichen Jahr erhielt Hoffmann hierfür die „Goldene Europa“ für das „Bühnenereignis des Jahres“.
Mit seinem Programm „Klaus Hoffmann singt Jacques Brel. Wenn uns nur Liebe bleibt“ ging Hoffmann 2006 und 2007, nur begleitet vom Pianisten Hawo Bleich, auf Tournee. Am 9. Oktober 2008 trat er anlässlich des 30. Todestages von Jacques Brel mit seinem Programm im „Maison Heinrich Heine“ in Paris auf.
Mit dem Programm „Klaus Hoffmann singt Brel“ tourte Klaus Hoffmann im Jahr 2020 mit seinem Pianisten Hawo Bleich durch Deutschland und Luxemburg, nachdem das Programm am 17. Februar 2020 im Osnabrücker Theater am Domhof Premiere gefeiert hatte.

## Autor
Im Jahre 2000 erschien Klaus Hoffmanns erster Roman unter dem Titel Afghana, der Aufbruch und Reise des Protagonisten durch das Afghanistan der späten 60er Jahre beschreibt. 2004 wurde sein zweiter Roman Der Mann, der fliegen wollte veröffentlicht, den Klaus Hoffmann, begleitet am Klavier von Hawo Bleich, auf einer großen Lesereise mit Musik in ganz Deutschland vorstellte. Im Februar 2011 erschien schließlich Klaus Hoffmanns dritter Roman Phillip und die Frauen, der wie die vorigen Romane stark autobiographische Züge aufzeigt. Seine Autobiografie mit dem Titel Als wenn es gar nichts wär erschien im Oktober 2012.

## Diskografie

### LPs/CDs
- 1975: Klaus Hoffmann
- 1976: Was bleibt?
- 1977: Ich will Gesang, will Spiel und Tanz – Live
- 1978: Was fang ich an in dieser Stadt?
- 1979: Westend
- 1980: Ein Konzert
- 1982: Veränderungen
- 1983: Ciao Bella
- 1984: Konzert ’84* (PROMO EP)
- 1985: Morjen Berlin
- 1986: Wenn ich sing – Live
- 1987: Klaus Hoffmann
- 1989: Es muß aus Liebe sein
- 1990: Live 90
- 1991: Zeit zu leben
- 1993: Sänger
- 1994: Sänger Live
- 1995: Erzählungen
- 1996: Friedrichstadtpalast 20.00 Uhr
- 1997: Klaus Hoffmann singt Brel
- 1997: Brel – Die letzte Vorstellung – Live
- 1998: Hoffmann-Berlin
- 1998: Hoffmann-Berlin – Unplugged (Studio-Demos / limitiert)
- 1999: Hoffmann-Berlin – Live
- 1999: Mein Weg – 12 Klassiker (Neuaufnahmen)
- 2000: Melancholia
- 2001: Melancholia Live
- 2001: Afghana – Eine literarische Reise – Live
- 2002: Insellieder
- 2003: Da wird eine Insel sein – Live
- 2004: Der Mann, der fliegen wollte – Live
- 2005: Von dieser Welt
- 2006: Von dieser Welt – Konzertmitschnitt
- 2007: Wenn uns nur Liebe bleibt – Klaus Hoffmann singt Jacques Brel – Live
- 2008: Spirit
- 2008: Klaus Hoffmann singt Jacques Brel – in Paris
- 2009: Spirit – Live in Düsseldorf
- 2010: Das süße Leben
- 2011: Das süße Leben – Live in Stuttgart (nicht einzeln erhältlich, nur in der Box-Ausgabe von Mit Freunden)
- 2011: Mit Freunden – Das Geburtstagskonzert zum 60. im Friedrichstadtpalast
- 2012: Berliner Sonntag
- 2013: Als wenn es gar nichts wär – Live-Mitschnitt aus dem Thalia Theater Hamburg
- 2013: Als wenn es gar nichts wär – eine musikalische Lesung aus dem Renaissance-Theater – Klaus Hoffmann liest aus seiner Autobiografie
- 2014: Sehnsucht
- 2015: Sehnsucht – live in Berlin
- 2016: Leise Zeichen
- 2017: Glaube Liebe Hoffmann – 3 CD und 1 DVD – Aufzeichnung des „Leise Zeichen“-Konzertes im Friedrichstadt-Palast vom 12. Dezember 2016
- 2018: Aquamarin
- 2019:  In der Philharmonie – Aquamarin – Mitschnitt vom 15. November 2018
- 2020: Septemberherz
- 2023: Flügel

### Videoalben
- 1994: Sänger – Live (VHS)
- 1999: Hoffmann – Berlin – Live (VHS), Konzertmitschnitt aus der Musikhalle Hamburg
- 2003: Insellieder – Live (DVD), Live-Mitschnitt des „3satfestivals 2003“ im September 2003 in Mainz inkl. „Erzählungen“ und der „Klaus-Cam“
- 2006: Von dieser Welt – Konzertmitschnitt (DVD), aufgenommen anlässlich des Konzerts am 16. Januar 2006 im Berliner Friedrichstadtpalast
- 2009: Spirit – Live aus dem Berliner Admiralspalast (DVD), aufgenommen an zwei Tagen im November 2008 im Rahmen der „Spirit“-Tour
- 2011: Mit Freunden – Das Geburtstagskonzert zum 60. im Friedrichstadtpalast (DVD)
- 2014: Mein Herz ist ein Kind, auf der CD Sehnsucht (nach dem Lied Orphelin de toi von Charles Aznavour)